# 莫拉
莫拉（Claudio Lucio de Camargo Moura，1972年3月9日—），是一名已退役的巴西足球运动员，司职前锋，身高1米81。
莫拉曾经效力于巴西国内的顶级俱乐部圣保罗，是二队的主力前锋。1998年，他来到中国甲A联赛上海申花，在很短的时间内就成为申花历史上迄今为止效率最高的前锋之一，九场联赛攻入五球并有五个助攻。但是第10轮，他在无球状态下被广州太阳神的球员叶志彬严重犯规踢伤。赛后被诊断为左腿胫骨、腓骨粉碎性骨折，虽然经过一年多的治疗后行动能力恢复，但是却从此告别了职业足球。